# Rensis Likert
Rensis Likert (1903-1981) est un psychologue américain connu pour son apport à la psychométrie et à la mesure des attitudes.
Il a aussi atteint la renommée dans les milieux du management pour son travail sur les styles de direction,.

## Quatre styles de direction
Les quatre styles ou systèmes de management :
- Le système 1 ou système autoritaire exploiteur
- Le système 2 ou système autoritaire paternaliste
- Le système 3 ou système consultatif
- Le système 4 ou système participatif par groupe

| Caractéristique opérationnelle | Autoritaire                |                          |              | Participatif            |
| ------------------------------ | -------------------------- | ------------------------ | ------------ | ----------------------- |
|                                | S1                         | S2                       | S3           | S4                      |
|                                | Autoritaire exploiteur     | Autoritaire paternaliste | Consultatif  | Participatif par groupe |
|                                | Exploitative authoritative | Benevolent authoritative | Consultative | Participative groupe    |

- (en) Rensis Likert, « A comparative view of organizations » dans : New Patterns of Management, McGraw-Hill, 1961, p. 223-233
- traduit : Le gouvernement participatif de l'entreprise, Gauthier-Villars, 1974.

Robert Blake et Jane Mouton vont transformer en 1964 le continuum linéaire en une grille d'analyse des cinq principaux styles de management (renommés en 1989 « styles de leadership » par Anne Adams McCanse) sur deux axes cartésiens orthogonaux.

## Échelle de Likert
Une échelle de Likert est une forme de questionnaire psychologique permettant de quantifier les attitudes. Elle est composée d'une série d'affirmations auxquelles le sujet doit indiquer son degré d'accord. Les items d'un tel questionnaire sont auparavant sélectionnés en fonction de leurs qualités psychométriques.
Un questionnaire composé d'items de type Likert, c'est-à-dire dont la réponse est exprimée sur une échelle graduée entre « complètement d'accord » et « pas d'accord du tout » est souvent également appelé échelle de Likert, même si le développement du questionnaire et la sélection des items ne respectent pas les principes de Likert. De tels questionnaires sont très utilisés dans de nombreux domaines (psychologie du travail, psychologie sociale, études de marché...).
Certains utilisent, abusivement, cette dénomination pour désigner des échelles graduées numériquement sur lesquelles il n'est pas possible de choisir de valeur non-entière. D'autres, au contraire, n'accordent ce nom qu'aux échelles comprenant cinq valeurs possibles.

### Traduction française
- Rensis Likert, (New Patterns of Management) Le gouvernement participatif de l'entreprise, Gauthiers-Villars, 1974.

## Biographie
- « Rensis Likert » dans : Jean-Claude Scheid, Les grands auteurs en organisation, Dunod, 1980, p. 184-189.